# Emilio Prud'Homme
Prud'Homme  Maduro est un nom espagnol. Le premier nom de famille, en général paternel, est Prud'Homme ; le second, en général maternel, souvent omis, est Maduro.
Pour les articles homonymes, voir Prud'homme.
Emilio Prud’Homme y Maduro, né le 20 août 1856 à Puerto Plata et mort le 21 juillet 1932 à Saint-Domingue est un avocat, écrivain et enseignant dominicain.
Il est principalement connu pour avoir écrit les paroles de l'hymne national de la République dominicaine. Il est également considéré comme l'un des piliers de l'identité dominicaine dans ce qui était à l'époque une république récente.

## Biographie
Il naît le 20 août 1856 de l'union d'Ana Maduro et du général et ancien ministre Pedro Prud'Homme. Il a un frère, Lorenzo Fenelón Prud’Homme, lui aussi avocat.
Emilio Prud'Homme consacra une grande part de sa vie à l'enseignement. Il a été élève et collaborateur de Eugenio María de Hostos (en). En 1902, il devient directeur de l'école normale de République dominicaine, poste qu'il occupera pendant seize ans.
Il se marie le 19 août 1880 avec Manuela Batista. Ensemble, ils ont une fille : Ana Emilia Prud’Homme.

### Carrière politique
Emilio Prud'Homme siégea au sein de la Chambre des députés dominicaine dont il fut le président (en) de 1900 à 1901.
Il est nommé « secrétaire de la Justice et de l'Instruction publique » durant la présidence de Francisco Henríquez y Carvajal (en). Fervent opposant à l'occupation de son pays par les Américains, il est contraint d'arrêter l'enseignement et poursuit sa carrière en tant qu'avocat.

### Carrière artistique
La plupart de ses œuvres sont empreintes de patriotisme, d'amour et de respect de la nation, glorifiant la souveraineté et l'indépendance de la République dominicaine.
Son œuvre la plus connue est l'hymne national dominicain, Quisqueyanos valientes, dont il a écrit les paroles sur une mélodie composée par José Reyes (en). Il modifia lui-même les paroles originales lorsqu'elles commencèrent à être entendues lors d'occasions solennelles. Ce morceau ne deviendra officiellement l'hymne national qu'en 1934, deux ans après la mort d'Emilio Prud'Homme.

## Œuvres
- El 16 de agosto
- A la juventud dominicana
- A mi Patria
- Déjame soñar
- Mi tierra mía
- Quisqueyanos valientes (hymne national)
- Gloria a la idea
- Contra hibridismo
- A Bolívar
- Canto a América